# Teoria grupurilor

Popularul cub al lui Rubik, inventat în 1974 de Ernő Rubik, a fost folosit ca o ilustrare a.

În matematică și algebra abstractă, teoria grupurilor studiază structurile algebrice cunoscute sub denumirea de grupuri. Conceptul de grup este unul central în algebra abstractă: alte structuri algebrice bine cunoscute, cum ar fi inelele, corpurile și spațiile vectoriale, pot fi văzute ca grupuri înzestrate cu operații și axiome suplimentare. Grupurile sunt recurente în toată matematica, iar metodele teoriei grupurilor au influențat multe părți din algebră. Grupurile algebrice liniare⁠(d) și grupurile Lie sunt două ramuri ale teoriei grupurilor, în care s-au înregistrat progrese și care au devenit ele însele subiecte de subdomenii. 
Matematicienii fondatori ai teoriei grupurilor sunt Augustin Louis Cauchy, Evariste Galois, Lagrange, Camille Jordan, Arthur Cayley.
Diferite sisteme fizice, cum ar fi cristalele și atomul de hidrogen, pot fi modelate prin grupuri de simetrie. Astfel, teoria grupurilor și teoria reprezentării, strâns legată de ea, au multe aplicații importante în fizică, chimie și știința materialelor. Teoria grupurilor este de asemenea centrală pentru criptografia cu chei publice. 
Una dintre cele mai importante realizări matematice ale secolului al XX-lea a fost efortul colaborativ, constând în peste 10.000 de pagini de reviste științifice, publicate mai ales între 1960 și 1980, care au culminat cu o clasificare completă a grupurilor simple finite.

## Principalele clase de grupuri
Gama de grupuri examinate s-a extins treptat de la grupurile de permutări⁠(d), finite, și exemple speciale de grupuri de matrice⁠(d) până la grupuri abstracte care pot fi specificate printr-o prezentare⁠(d) prin generatori⁠(d) și relații. 

### Grupuri de permutare
Prima clasă de grupuri care au fost supuse unui studiu sistematic a fost grupurile de permutare⁠(d). Având în vedere orice mulțime X și o colecție G de bijecții între X și ea însăși (cunoscute ca permutări) care este închisă în raport cu compoziția și inversarea ei, G este un grup care acționează⁠(d) asupra lui X. Dacă X constă din n elemente și G constă din toate permutările, atunci G este grupul simetric⁠(d) Sn; în general, orice grup de permutare G este un subgrup al grupului simetric al lui X. Una din primele construcții, datorată lui Cayley, a expus orice grup ca grup de permutare, acționând asupra lui însuși (X = G) prin reprezentarea regulată⁠(d) la stânga. 
În multe cazuri, structura unui grup de permutare poate fi studiată utilizând proprietățile acțiunii sale asupra mulțimii corespunzătoare. De exemplu, în acest fel se dovedește că pentru n ≥ 5, grupul altern An este simplu, adică nu admite niciun subgrup normal⁠(d) propriu. Acest fapt joacă un rol cheie în imposibilitatea de a rezolva o ecuație algebrică generală de grad n ≥ 5 în radicali.

### Grupuri de matrice
Următoarea clasă importantă de grupuri este dată de grupuri de matrice sau de grupuri liniare⁠(d). Aici G este o mulțime formată din matrici inversabile de ordin n dat peste un corp K care este închis în raport cu produsul și inversa. Un astfel de grup acționează asupra spațiului vectorial n-dimensional Kn prin transformări liniare. Această acțiune face ca grupurile de matrice să fie conceptual similare cu grupurile de permutare, iar geometria acțiunii să poată fi exploatată în mod util pentru a stabili proprietățile grupului G.

### Grupuri de transformare
Grupurile de permutare și grupurile de matrice sunt cazuri speciale de grupuri de transformare: grupuri care acționează pe un anumit spațiu X păstrându-i structura inerentă. În cazul grupelor de permutare, X este o mulțime; pentru grupurile de matrice, X este un spațiu vectorial. Conceptul de grup de transformare este strâns legat de conceptul de grup de simetrie: grupurile de transformare se compun frecvent din toate transformările care păstrează o anumită structură. 
Teoria grupurilor de transformare formează o punte care leagă teoria grupurilor cu geometria diferențială. O lungă linie de cercetare, care provine de la Lie și Klein, consideră acțiunile de grup pe varietăți prin homeomorfisme⁠(d) sau difeomorfisme. Grupurile în sine pot fi discrete sau continue⁠(d). 

### Grupuri abstracte
Cele mai multe grupuri considerate în prima etapă a dezvoltării teoriei grupurilor erau „concrete”, fiind realizate prin numere, permutări sau matrice. Abia la sfârșitul secolului al XIX-lea, a început să prindă rădăcini ideea unui grup abstract ca mulțime cu operații care să satisfacă un anumit sistem de axiome. O modalitate tipică de a specifica un grup abstract este printr-o prezentare⁠(d) prin generatori și relații, 
{\displaystyle G=\langle S|R\rangle .}
O sursă importantă de grupuri abstracte este dată de construirea unui grup factor G/H al unui grup G printr-un subgrup normal⁠(d) H. Grupurile de clase⁠(d) de corpuri numerice algebrice⁠(d) au fost printre primele exemple de grupuri factor, de mare interes în teoria numerelor. Dacă un grup G este un grup de permutare pe o mulțime X, grupul factor G / H nu mai acționează asupra lui X ; dar ideea de grup abstract ne permite să nu ne deranjeze această discrepanță. 
Schimbarea de perspectivă de la grupuri concrete la grupuri abstracte face naturală considerarea proprietăților grupurilor care sunt independente de o realizare particulară sau, în limbajul modern, să fie invariante în raport cu izomorfismele, precum și clase de grupuri cu o astfel de proprietate: grupuri finite, grupuri periodice⁠(d), grupuri simple, grupuri rezolvabile⁠(d) și așa mai departe. În loc să exploreze proprietățile unui grup individual, se dorește să se stabilească rezultate care se aplică unei întregi clase de grupuri. Noua paradigmă a fost de o importanță capitală pentru dezvoltarea matematicii: a prefigurat crearea algebrei abstractă în lucrările lui Hilbert, Emil Artin, Emmy Noether și matematicienii școlii lor.

### Grupuri cu structură suplimentară
O elaborare importantă a conceptului de grup apare dacă G este dotat cu o structură suplimentară, în special, una de spațiu topologic, varietate diferențiabilă⁠(d) sau varietate algebrică⁠(d). Dacă operațiile de grup m (înmulțirea) și i (inversiunea) 
{\displaystyle m:G\times G\to G,(g,h)\mapsto gh,\quad i:G\to G,g\mapsto g^{-1},}
sunt compatibile cu această structură, adică sunt aplicații continue, netede⁠(d) sau regulate⁠(d) (în sensul geometriei algebrice), atunci G este grup topologic⁠(d), grup Lie sau grup algebric⁠(d).
Prezența unei structuri suplimentare pune în legătură aceste tipuri de grupuri cu alte discipline matematice și astfel înseamnă că sunt disponibile mai multe instrumente pentru studiul lor. Grupurile topologice formează un domeniu natural pentru analiza armonică abstractă, în timp ce grupurile Lie (adesea realizate ca grupuri de transformare) reprezintă pilonii geometriei diferențiale și ai teoriei reprezentării unitare. Anumite întrebări de clasificare care nu pot fi rezolvate în general pot fi abordate și rezolvate pentru subclasele speciale ale grupurilor. Astfel, grupurile Lie compacte conexe⁠(d) au fost complet clasificate. Există o relație fructuoasă între grupurile abstracte infinite și grupurile topologice: ori de câte ori un grup Γ poate fi realizat ca o latice⁠(d) într-un grup topologic G, geometria și analiza referitoare la G dau rezultate importante despre Γ. O tendință relativ recentă în teoria grupurilor finite exploatează legăturile lor cu grupurile topologice compacte (grupuri profinite⁠(d)): de exemplu, un singur grup analitic p-adic⁠(d) G are o familie de coeficienți care sunt p-grupuri⁠(d) finite de diverse ordine, și proprietățile lui G au corespondent în proprietățile coeficienților săi finiți.

## Ramurile teoriei grupurilor

### Teoria grupurilor finite
În secolul al XX-lea, matematicienii au cercetat în profunzime unele aspecte ale teoriei grupurilor finite, în special teoria locală⁠(d) a grupurilor finite și teoria grupurilor solvabile⁠(d) și nilpotente⁠(d). În consecință, s-a reușit clasificarea completă a grupurilor finite simple, ceea ce înseamnă că toate acele grupuri simple, din care pot fi construite toate grupurile finite sunt acum cunoscute. 
În a doua jumătate a secolului al XX-lea, matematicieni precum Chevalley și Steinberg au îmbunătățit și înțelegerea analoagelor finite ale grupurilor clasice⁠(d) și ale altor grupuri asociate. O astfel de familie de grupuri este familia grupurilor liniare generale⁠(d) peste corpuri finite. Grupurile finite apar adesea atunci când se ia în considerare simetria obiectelor matematice sau fizice, atunci când acele obiecte admit doar un număr finit de transformări ce conservă structura. Teoria grupurilor Lie, care poate fi privită ca având în vedere „simetria continuă”, este puternic influențată de grupurile Weyl⁠(d) asociate. Acestea sunt grupuri finite generate de reflecții care acționează asupra unui spațiu euclidian finit-dimensional. Proprietățile grupurilor finite pot juca astfel un rol în domenii precum fizica și chimia teoretică.

### Reprezentarea grupurilor
A spune că un grup G acționează⁠(d) asupra unei mulțimi X înseamnă că orice element din G definește o aplicație bijectivă pe mulțimea X într-un mod compatibil cu structura grupului. Când X are mai multă structură, este util să se restricționeze mai mult această noțiune: o reprezentare a lui G pe un spațiu vectorial V este un omomorfism de grup: 
{\displaystyle \rho \colon G\rightarrow \operatorname {GL} (V),}
unde GL⁠(d)(V) constă din transformările liniare inversabile ale lui V. Cu alte cuvinte, fiecărui element din grupul g i se atribuie un automorfism ρ(g) astfel încât ρ(g) ∘ ρ(h) = ρ(gh) pentru orice h din G.
Această definiție poate fi înțeleasă în două direcții, ambele generând întregi noi domenii ale matematicii. Pe de o parte, poate genera noi informații despre grupul G: adesea, operația de grup din G este dată în mod abstract, dar prin ρ, aceasta corespunde înmulțirii matricilor, care este foarte explicită. Pe de altă parte, având în vedere un grup bine înțeles care acționează pe un obiect complicat, acest lucru simplifică studiul obiectului în cauză. De exemplu, dacă G este finit, se știe⁠(d) că V de mai sus se descompune în părți ireductibile⁠(d). Aceste părți, la rândul lor, sunt mult mai ușor de gestionat decât întregul V (conform lemei lui Schur⁠(d) ). 
Dat fiind un grup G, teoria reprezentării pune apoi întrebarea ce reprezentări ale lui G există. Există mai multe contexte, iar metodele utilizate și rezultatele obținute sunt destul de diferite în fiecare caz: teoria reprezentării grupurilor finite⁠(d) și reprezentările grupurilor Lie sunt două subdomenii principale ale teoriei. Totalitatea reprezentărilor este guvernată de caracterele⁠(d) grupului. De exemplu, polinoamele Fourier pot fi interpretate drept caracterele lui U(1), grupul  numerelor complexe de valoare absolută 1, care acționează asupra L2-spațiului funcțiilor periodice.

### Teoria Lie
Un grup Lie este un grup care este și varietate diferențiabilă⁠(d), cu proprietatea că operațiunile grupului sunt compatibile cu structura lui netedă⁠(d). Grupurile Lie sunt numite după Sophus Lie, care a pus bazele teoriei grupurilor de transformare continue. Termenul grupuri Lie a apărut pentru prima oară în franceză în 1893 în teza studentului lui Lie, Arthur Tresse, la pagina 3.
Grupurile Lie reprezintă teoria cea mai bine dezvoltată a simetriei continue a obiectelor și structurilor matematice, ceea ce le face instrumente indispensabile pentru multe părți ale matematicii contemporane, precum și pentru fizica teoretică modernă. Ele oferă un cadru natural pentru analiza simetriilor continue ale ecuațiilor diferențiale (teoria diferențială Galois⁠(d)), în același mod în care grupurile de permutare⁠(d) sunt folosite în teoria lui Galois pentru analiza simetriei discrete a ecuațiilor algebrice. O extindere a teoriei Galois în cazul grupurilor de simetrie continuă a fost una dintre motivațiile principale ale lui Lie. 

### Teoria grupurilor combinatorice și geometrice
Grupurile pot fi descrise în moduri diferite. Grupurile finite pot fi descrise prin scrierea tabelei grupului⁠(d) alcătuită din toate înmulțirile posibile g • h. O modalitate mai compactă de a defini un grup este prin generatori și relații, numită și prezentarea unui grup. Dată fiind orice mulțime F de generatoare {\displaystyle \{g_{i}\}_{i\in I}}, grupul liber⁠(d) generat de F surjectează asupra grupului G. Nucleul acestei aplicații este numit subgrupul de relații generat de o submulțime D. Prezentarea este de obicei indicată prin {\displaystyle \langle F\mid D\rangle .} De exemplu, prezentarea de grup {\displaystyle \langle a,b\mid aba^{-1}b^{-1}\rangle } descrie un grup care este izomorf cu {\displaystyle \mathbb {Z} \times \mathbb {Z} .}Un șir constând din simbolurile generatorului și inversele lor se numește cuvânt. 
Teoria grupurilor combinatorice⁠(d) studiază grupurile din perspectiva generatorilor și a relațiilor. Este deosebit de utilă atunci când ipotezele finitudinii sunt îndeplinite, de exemplu grupuri finit generate sau grupuri finit prezentate (adică relațiile sunt finite). Domeniul utilizează conexiunea cu grafurile prin grupurile lor fundamentale⁠(d). De exemplu, se poate demonstra că orice subgrup al unui grup liber este liber. 
Există mai multe întrebări firești care decurg din prezentarea unui grup. Problema cuvântului⁠(d) pune întrebarea dacă două cuvinte sunt în mod efectiv același element de grup. Prin relaționarea problemei cu mașinile Turing, se poate arăta că, în general, nu există un algoritm care să rezolve această sarcină. O altă problemă insolubilă din punct de vedere algoritmic, în general, este problema izomorfismelor de grup⁠(d), care întreabă dacă două grupuri date de prezentări diferite sunt de fapt izomorfe. De exemplu, grupul cu prezentarea {\displaystyle \langle x,y\mid xyxyx=e\rangle ,} este izomorf la grupul aditiv al numerelor întregi {\displaystyle \mathbb {Z} }, deși acest lucru poate să nu fie imediat evident.

Graful Cayley al lui ⟨ x, y ∣ ⟩, grupul liber de rang 2.

Teoria geometrică a grupurilor abordează aceste probleme dintr-un punct de vedere geometric, fie prin vizualizarea grupurilor ca obiecte geometrice, fie prin găsirea de obiecte geometrice potrivite asupra cărora acționează un grup. Prima idee este precizată prin intermediul grafului Cayley⁠(d), ale cărui noduri corespund elementelor grupului și ale cărui muchii corespund înmulțirilor corecte din grup. Date fiind două elemente, se construiește metrica de cuvânt⁠(d) dată de lungimea căii minime dintre elemente. O teoremă a lui Milnor și a Svarc spune apoi că, dat fiind un grup G care acționează într-o manieră rezonabilă asupra unui spațiu metric X, de exemplu o varietate compactă⁠(d), atunci G este cvasi-izometric⁠(d) (adică pare similar de la distanță) cu spațiul X.

## Legătura între grupuri și simetrie
Dat fiind un obiect structurat X de orice fel, o simetrie este o aplicație definită pe obiect cu valori în el însuși, care-i păstrează structura. Aceasta se întâmplă în multe cazuri, de exemplu 
1. Dacă X este o mulțime fără structură suplimentară, o simetrie este o aplicație bijectivă definită pe mulțime cu valori în ea însăși, dând naștere unor grupuri de permutări⁠(d).
2. Dacă obiectul X este o mulțime de puncte în plan cu structura sa metrică sau în orice alt spațiu metric, o simetrie este o bijecție între mulțime și ea însăși, care păstrează distanța între fiecare pereche de puncte (o izometrie). Grupul corespunzător se numește grupul izometric al lui X.
3. Dacă se păstrează unghiurile, se vorbește de transformări conforme. Transformări conforme dau naștere unor grupuri kleiniene⁠(d), de exemplu.
4. Simetria nu se limitează la obiecte geometrice, ci include și obiecte algebrice. De exemplu, ecuația x2−3 = 0 are cele două soluții {\displaystyle {\sqrt {3}}} și {\displaystyle -{\sqrt {3}}}. În acest caz, grupul care schimbă cele două rădăcini între ele este grupul Galois⁠(d) aparținând ecuației. Orice ecuație polinomială cu o singură variabilă are un grup Galois, care este un anumit grup de permutare pe rădăcinile sale.

Axiomele unui grup formalizează aspectele esențiale ale simetriei. Simetriile formează un grup: sunt închise, deoarece dacă se ia o simetrie a unui obiect și apoi se aplică o altă simetrie, rezultatul va fi tot o simetrie. Identitatea care păstrează obiectul fix este întotdeauna o simetrie a unui obiect. Existența inverselor este garantată prin anularea simetriei, iar asociativitatea rezultă din faptul că simetriile sunt funcții pe un spațiu, iar compoziția funcțiilor este asociativă. 
Teorema lui Frucht⁠(d) spune că orice grup este grupul de simetrie al unui graf. Deci, orice grup abstract este de fapt simetria unui obiect explicit. 
Sintagma „conservarea structurii” unui obiect poate fi precizată prin lucrul cu o categorie. Aplicațiile care păstrează structura sunt atunci morfismele, iar grupul de simetrie este grupul de automorfisme al obiectului în cauză.

## Aplicații ale teoriei grupurilor
Aplicațiile teoriei grupurilor abundă. Aproape toate structurile din algebra abstractă sunt cazuri speciale de grupuri. Inelele, de exemplu, pot fi văzute ca grupuri abeliene (corespunzătoare adunării) împreună cu o a doua operație (corespunzătoare înmulțirii). Prin urmare, argumentele teoretice de grup subliniază părți importante ale teoriei acestor entități. 

### Teoria lui Galois
Teoria lui Galois folosește grupuri pentru a descrie simetria rădăcinilor unui polinom (sau mai precis automorfismele algebrelor generate de aceste rădăcini). Teorema fundamentală a teoriei Galois⁠(d) oferă o legătură între extinderiile corpurilor algebrice și teoria grupurilor. Acesta oferă un criteriu eficient pentru rezolvabilitatea ecuațiilor polinomiale în termenii rezolvabilității grupului Galois⁠(d) corespunzător. De exemplu, S5, grupul simetric⁠(d) de 5 elemente, nu este rezolvabil, ceea ce implică faptul că ecuațiile de gradul 5 în general nu pot fi rezolvată prin radicali în felul în care pot fi rezolvate ecuațiile de grad inferior. Teoria, fiind una dintre rădăcinile istorice ale teoriei grupurilor, este încă utilizată în mod fructuos pentru a genera noi rezultate în domenii precum teoria corpurilor de clase⁠(d).

### Topologia algebrică

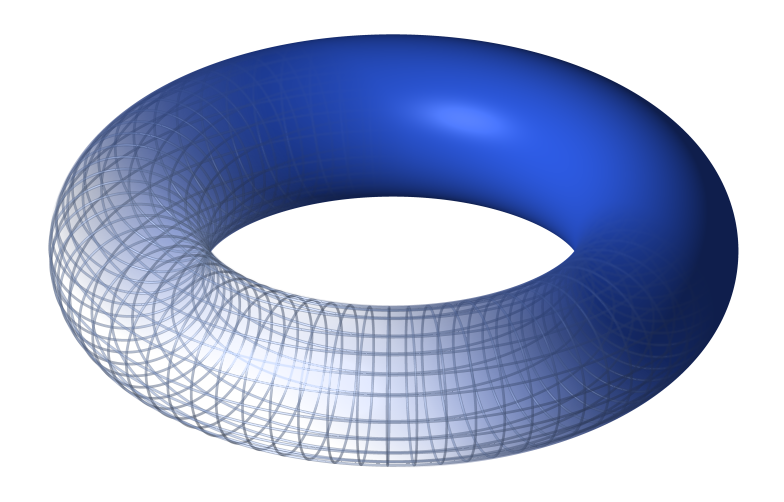
Un tor. Structura grupului său abelian este indusă din aplicația C → C/Z + τZ, unde τ este un parametru din semiplanul superior.

Z_{26} stă la baza cifrului lui Cezar.

Topologia algebrică este un alt domeniu care asociază proeminent grupurile cu obiecte de care este interesată teoria. Acolo, grupurile sunt folosite pentru a descrie anumiți invarianți ai spațiilor topologice. Ei sunt numiți „invarianți” deoarece sunt definiți astfel încât să nu se schimbe dacă spațiul este supus unor deformări⁠(d). De exemplu, grupul fundamental⁠(d) „numără” câte căi prin spațiu sunt în esență diferite. Conjectura Poincaré, demonstrată în 2002/2003 de Grigori Perelman, este o cunoscută aplicație a acestei idei. Influența nu este însă unidirecțională. De exemplu, topologia algebrică utilizează spațiile Eilenberg-MacLane⁠(d) care sunt spații cu grupuri de homotopie⁠(d) prescrise. Similar, K-teoria algebrică⁠(d) se bazează într-un fel pe spațiile de clasificări⁠(d) ale grupuri. În cele din urmă, numele subgrupului de torsiune⁠(d) al unui grup infinit evidențiază moștenirea topologiei din teoria grupurilor. 

### Geometria algebrică și criptografia
Geometria algebrică și criptografia utilizează și ele teoria grupurilor în mai multe moduri. Varietățile abeliene⁠(d) au fost introduse mai sus. Prezența operației de grup oferă informații suplimentare care fac aceste varietăți deosebit de accesibile. De asemenea, ele servesc de multe ori ca test pentru noi conjecturi. Cazul unidimensional, și anume curbele eliptice, este studiat în detaliu. Ele sunt interesante atât din punct de vedere teoretic, cât și practic. Grupurile foarte mari de prim ordin construite în criptografia cu curbe eliptice⁠(d) servesc în criptografia cu chei publice. Metodele criptografice de acest fel beneficiază de flexibilitatea obiectelor geometrice, de aici structurile lor de grup, împreună cu structura complicată a acestor grupuri, care fac ca logaritmul discret să fie foarte greu de calculat. Unul dintre cele mai vechi protocoale de criptare, cifrul lui Caesar, poate fi de asemenea interpretat ca o operație (foarte ușoară) de grup. În altă direcție, varietățile torice⁠(d) sunt varietăți algebrice⁠(d) care acționează pe un tor. Inserțiile toroidale au condus recent la progrese în geometria algebrică, în special la rezolvarea singularităților⁠(d). 

### Teoria algebrică a numerelor
Teoria algebrică a numerelor⁠(d) este un caz special al teoriei grupurilor, urmând astfel regulile acesteia din urmă. De exemplu, formula lui Euler⁠(d)
{\displaystyle {\begin{aligned}\sum _{n\geq 1}{\frac {1}{n^{s}}}&=\prod _{p{\text{ primi}}}{\frac {1}{1-p^{-s}}}\\\end{aligned}}\!}
surprinde faptul că orice număr întreg se descompune într-un mod unic în factori primi. Nevalabilitatea acestei afirmații pentru inelele mai generale⁠(d) dă naștere grupurilor de clase⁠(d) și numerelor prime regulate, care apar în tratarea de către Kummer a ultimei teoreme a lui Fermat. 

### Analiza armonică
Analiza grupurilor Lie și a altor grupuri se numește analiză armonică. Măsurile Haar⁠(d), adică integrale invariante în raport cu translația într-un grup Lie, sunt folosite pentru recunoașterea formelor⁠(d) și în alte tehnici de procesare a imaginilor⁠(d).

### Combinatorică
În combinatorie, noțiunea de grup de permutare și conceptul de acțiune de grup sunt adesea folosite pentru a simplifica numărarea unei mulțimi de obiecte; vezi în special lema lui Burnside. 

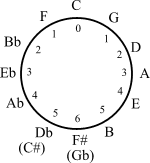
Cercul cincimilor poate fi înzestrat cu o structură de grup ciclică

### Muzică
Prezența periodicității⁠(d) de 12 în cercul cincimilor oferă aplicații ale teoriei grupurilor elementare în teoria mulțimilor muzicale⁠(d). 

### Fizică
În fizică, grupurile sunt importante deoarece descriu simetria pe care legile fizicii par să o respecte. Conform teoremei lui Noether⁠(d), fiecare simetrie continuă a unui sistem fizic corespunde unei legi de conservare a sistemului. Fizicienii sunt foarte interesați de reprezentările de grup, în special de grupurile Lie, deoarece aceste reprezentări indică adesea calea către „posibilele” teorii fizice. Exemple de utilizare a grupurilor în fizică sunt modelul standard, teoria gauge, grupul Lorentz⁠(d) și grupul Poincaré. 

### Chimie și știința materialelor
În chimie și știința materialelor, grupurile sunt folosite pentru a clasifica structurile cristaline, poliedrele regulate și simetriile moleculelor. Grupele de puncte atribuite pot fi apoi utilizate pentru a determina proprietățile fizice (cum ar fi polaritatea și chiralitatea substanțelor chimice), proprietățile spectroscopice (deosebit de utile pentru spectroscopia Raman, spectroscopia în infraroșu, spectroscopia cu dicroism circular, spectroscopia cu dicroism circular magnetic, spectroscopia UV/Vis și spectroscopia cu fluorescență) și pentru a construi orbitali moleculari. 
Simetria moleculară este responsabilă pentru multe proprietăți fizice și spectroscopice ale compușilor și oferă informații relevante despre modul în care au loc reacțiile chimice. Pentru a atribui un grup de puncte unei anumite molecule, este necesar să se găsească mulțimea de operații de simetrie prezente pe ea. Operația de simetrie este o acțiune, cum ar fi o rotație în jurul unei axe sau o reflexie față de un plan. Cu alte cuvinte, este o operație care mută molecula astfel încât să nu se distingă de configurația inițială. În teoria grupurilor, axele de rotație și planele de reflexie sunt numite „elemente de simetrie”. Aceste elemente pot fi un punct, o dreaptă sau un plan în raport cu care se efectuează operația de simetrie. Operațiile de simetrie ale unei molecule determină grupul specific de puncte pentru această moleculă. 

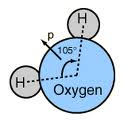
Molecula de apă cu axa ei de simetrie

În chimie, există cinci operații importante de simetrie. Operația de identitate (E) constă în lăsarea moleculei așa cum este ea. Aceasta este echivalentă cu orice număr de rotații complete în jurul oricărei axe. Aceasta este o simetrie a tuturor moleculelor, în timp ce grupul de simetrie al unei molecule chirale constă doar în operațiunea de identitate. Rotația în jurul unei axe (Cn) constă în rotirea moleculei în jurul unei anumite axe cu un anume unghi. De exemplu, dacă o moleculă de apă se rotește la 180 ° în jurul axei care trece prin atomul de oxigen și printre atomii de hidrogen, aceasta se află în aceeași configurație ca cea inițiată. În acest caz, n = 2, deoarece aplicarea ei de două ori produce operația de identitate. Alte operații de simetrie sunt: reflexia, inversiunea și rotația improprie (rotație urmată de reflexie).

### Mecanica statistică
Teoria grupurilor poate fi utilizată pentru a rezolva incompletitudinea interpretărilor statistice ale mecanicii dezvoltate de Willard Gibbs, referitoare la însumarea unui număr infinit de probabilități pentru a obține o soluție semnificativă.

## Istorie
Teoria grupurilor are trei principale surse istorice: teoria numerelor, teoria ecuațiilor algebrice și geometria. Linia de studiu pornită de teoria numerelor a fost începută de Leonhard Euler și dezvoltată de lucrările lui Gauss în domeniul grupurilor modulare aritmetice⁠(d) și grupurilor aditive și multiplicative legate de corpurile pătratice⁠(d). Primele rezultate despre grupurile de permutare⁠(d) au fost obținute de Lagrange, Ruffini și Abel în căutarea soluțiilor generale ale ecuațiilor polinomiale de grad mare. Termenul de „grup” este datorat lui Évariste Galois (1830). El a stabilit o legătură, acum cunoscută sub numele de teoria Galois, între teoria grupurilor și teoria corpurilor. În geometrie, grupurile au devenit mai întâi importante în geometria proiectivă și, ulterior, în geometria neeuclidiană. Programul Erlangen⁠(d) al lui Felix Klein a proclamat teoria grupurilor ca fiind principiul organizator al geometriei. 
În anii 1830, Galois a fost primul care a folosit grupurile de permutări studiate de Augustin Louis Cauchy (1815) pentru a determina rezolvabilitatea ecuațiilor polinomiale. Arthur Cayley a continuat aceste cercetări în teoria grupurilor de permutări⁠(d). Cea de-a doua sursă istorică pentru grupuri provine din situațiile geometrice. Într-o încercare de a aborda geometriile posibile (cum ar fi geometria euclidiană, hiperbolică sau proiectivă) folosind teoria grupurilor, Felix Klein a inițiat programul Erlangen⁠(d). În 1884, Sophus Lie a început să folosească grupuri (acum numite grupuri Lie) atașate problemelor analitice. În al treilea rând, grupurile au fost, la început implicit și ulterior explicit, utilizate în teoria algebrică a numerelor⁠(d). 
Sfera diferită a acestor surse timpurii a dus la noțiuni diferite despre grupuri. Teoria grupurilor a fost unificată începând din jurul anului 1880. De atunci, impactul teoriei grupurilor a fost în continuă creștere, dând naștere la algebra abstractă la începutul secolului al XX-lea, teoria reprezentării și multor domenii derivate mai influente. Clasificarea grupurilor simple finite este un vast corp de lucru de la mijlocul secolului al XX-lea, care a realizat clasificarea tuturor grupurilor simple finite.